# Agata Rzeszewska
Joanna Agata Rzeszewska (ur. 2 stycznia 1956 w Łodzi) – polska aktorka oraz lektorka filmowa.

## Życiorys
Ukończyła studia na Wydziale Aktorskim PWSFTviT im. Leona Schillera w Łodzi (1978). Zadebiutowała w filmie w 1977 roku. W latach 1978–1984 występowała w Teatrze Rozmaitości w Warszawie, a w latach 1984–1992 w Teatrze Komedii w Warszawie (teatr w 1990 roku zmienił nazwę na Teatr Północny). Zajmuje się też dubbingiem, pracuje również jako lektor.
Jest córką reżysera Janusza Rzeszewskiego oraz kostiumograf Lidii Rzeszewskiej.

## Wybrana filmografia
- Punkt widzenia – jako koleżanka z biura Marii (odc. 1 i 2, 1980)
- Dom – jako Iga, koleżanka Basi Lawinówny (1980)
- Murmurando – jako Wanda[3] (główna rola[2], 1981)
- Lata dwudzieste... lata trzydzieste... – jako Marta[4] (1983)
- 07 zgłoś się – dwie różne role w odc. 18 i 19 (1984)
- Och, Karol (1985) – Ewa sekretarka dyrektora
- Kogel-mogel – jako pani Krysia, sekretarka w dziekanacie (1988)
- W labiryncie – jako Monika, przyjaciółka Joanny Racewicz (1988)
- Klan – jako Magda Rafalska, była żona Piotra Rafalskiego (1997-2001, 2008)
- Kryminalni – jako dyspozytorka w firmie Kucharskiego (odc. 7, 2004)
- Prawo Agaty – jako sędzia Ostrowska (6 odcinków, 2012–2013)[5]
- Na krawędzi – jako pielęgniarka (odc. 8, 2012)
- M jak miłość – jako Skalska (3 odcinki, 2018–2019)
- Barwy szczęścia – jako Budrewiczowa (2 odcinki, 2019)
- Zawsze warto – ciotka Marty (odc. 5, 2019)
- W rytmie serca – sędzia (odc. 54, 2019)
- Pułapka – żona Jacka Staniaka (odc. 3, 2019)